# Авиокатастрофа в Цюрих (1971)
На 18 януари 1971 г. в 15.49 ч. близо до Летище Цюрих катастрофира самолет „Ил-18“ LZ BED на авиокомпания „Балкан“. Загиват 39 пътници и 7 от членовете на екипажа на самолета. Като по чудо оцеляват командирът на самолета Владимир Владов (Валди) и 12-годишният Израел Фурманович от Бразилия.

## Маршрут на полета
В този ден е разпоредено на екипажа на „Ил-18“ да лети и да изпълни задача на „Ту-134“ по комбинирания маршрут София – Франкфурт – Париж. Междувременно 10 пътници на „Ту-134“ чакат на летището в Цюрих и от „Оперативен контрол“ в София разрешават на командира Владов да кацне в Цюрих и да вземе на борда пътниците. Веднага след излитането на самолета от летище Бурже контролната кула на Париж пита командира ще кацне ли на швейцарското летище поради наличието на мъгла. В 15.21 ч. Владов не отказва приземяването в Цюрих, като се основава на метеорологичната сводка, приета от радиста Димитър Барфончовски в 14.50 ч., че видимостта е 800 m и на пистата – 1700 m. Макар и не идеални, тези условия, при наличните инструменти за самолетоводене тогава, позволяват нормално кацане при визуален контрол. Обстановката рязко се влошава, когато самолетът е в зоната за кацане – видимостта вече е 500 м до 1000 m.

## Причина
В 15.35 ч. кулата на летище Цюрих получава данните за влошената метеорологична обстановка. Това специално съобщение, наричано от пилотите СПЕЦИ, не е подадено на екипажа на „Ил-18“. В 15.48 ч. командирът получава разрешение за приземяване на писта 16. Това негово решение е правилно, като се има предвид известната му до онзи момент метеорологична обстановка.
„Решението на командира да кацне в Цюрих е абсолютно нормално и правилно. Всеки друг пилот би взел същото решение. Че настъпилото влошаване на времето не е било съобщено на екипажа от 15.28 ч. до 15.48 ч. – цели 20 мин., е по вина единствено на наземните служби“. Това е твърдението на швейцарския пилот-командир Фрийз Шрайбер в експертизата му за последвалата катастрофа.
Същото това СПЕЦИ от 15.35 ч. е съобщено на швейцарски самолет в 15.36 ч. и неговият командир е взел бързото решение да простартира самолета и да не кацне на летище Цюрих.

## Катастрофа
На 900 m преди пистата самолетът се накланя на ляво и крилото се удря в земята и се пречупва. Самолетът, подготвен за приземяване, е с леко вирнат нос, което позволява плъзгане по равнинната повърхност пред летището с 230 km/h. Плъзгането убива скоростта и вероятно това е щял да бъде големият шанс за оцеляване на пътниците, ако летището не е било оградено с висок и стръмен ров, в който се забива фюзелажът на машината и целият самолет е обхванат в пламъци. Пожарните коли на летището пристигат едва след 6 мин., поради което много от пътниците почиват не от травми, а от задушаване или от обгаряне.
Загиват 39 пътници и 7 души от екипажа. Сред жертвите е изтъкнатият български диригент Месру Мехмедов. Оцеляват командирът на самолета Владимир Владов и 12-годишният пътник Израел Фурманович от Бразилия.
Разследването на причините за авиационното произшествие се прави от швейцарски специалисти с ръководител д-р От. При оценката на обстоятелствата за произшествието е пренебрегнато мнението на българските експерти.